# 常雨
常雨（1988年8月14日—），漢族，天津人，中国職業男子网球选手。
中华人民共和国第十一届运动会，常雨代表天津队出战男子团体比赛，获得季军（成员为孙鹏、王钰、李喆、常雨）。

## 外部連結
- 常雨（英文/西班牙文）的官方資料
- 常雨的國際網球總會 職業／青少年 官方資料（英文）
- 常雨的官方資料（英文）